# Not Just You
Not Just You (укр. Не тільки ти) — пісня австралійського співака Коді Сімпсона з його другого міні-альбому Coast to Coast. Він був виданий 16 вересня 2011 року лейблом Atlantic Records.

## Видання
«Not Just You» спочатку була написана і заспівана Насрі Атвеном ще в 2009 році. Сімпсон зробив кавер-версія на цю пісню і його відео було опубліковане на YouTube 16 вересня. 21 вересня 2011 року «Not Just You» посів #1 серед безкоштовних синглів на iTunes. 11 жовтня, музичний відеокліп на пісню був опублікований на каналі Сімпсона на YouTube.

## Музичне відео
Кліп на сингл «Not Just You» був знятий 17 вересня 2011 року. Кліп був знятий на Venice Beach, а також в центрі Лос-Анджелеса. Режисером кліпу був Романом Вайтом. Модель Медісон Макміллін стала запрошеною зіркою для зйомок у музичному відео. Прем'єра відбулося 11 жовтня 2011 на телеканалі MTV і вебсайті MTV.com.